# Полухино (Вологодская область)
Полухино — деревня в Грязовецком районе Вологодской области.
Входит в состав Сидоровского муниципального образования, с точки зрения административно-территориального деления — в Сидоровский сельсовет.
Расстояние по автодороге до районного центра Грязовца — 51,5 км, до центра муниципального образования Сидорово — 3,5 км. Ближайшие населённые пункты — Гридино, Мартыново, Степаново, Цепелка.
По переписи 2002 года население — 5 человек.